# Apocrisiarius
Een apocrisiarius, een gelatiniseerde vorm van apokrisiarios (Grieks: ἀποκρισιάριος), was een belangrijke diplomatieke vertegenwoordiger gedurende de late oudheid en de vroege middeleeuwen. De overeenkomstige Latijnse term was responsalis ("hij die antwoordt"). De titel werd gebruikt door Byzantijnse ambassadeurs alsook door de vertegenwoordigers van bisschoppen aan seculiere autoriteiten. Het dichtstbijzijnde moderne equivalent is een apostolisch nuntius. De titel apocrisiarius wordt nog steeds gebruikt in de Anglicaanse Kerk.

## Byzantijnseapocrisiarii
Een apocrisiarius was een geestelijke die een vertegenwoordiger was van een bisschop of patriarch aan het Byzantijnse keizerlijke hof van Constantinopel. Het ambt bestond sinds de 5de eeuw, maar kreeg pas een juridische status onder Justinianus I. Vele van de meer belangrijke kerkelijke zetels hadden permanente apocrisiarii in de keizerlijke hoofdstad.

### Pauselijkeapocrisiarii
De meest bekende apocrisiarii waren waarschijnlijk degene die vanaf circa 452 tot 743 werden uitgezonden door de paus, als bisschop van Rome en patriarch van de Westere Kerk, naar de Byzantijnse hoofdstad, Constantinopel. Deze waardigheid werd bekleed door diverse belangrijke geestelijken, waarvan sommigen zelf later tot paus werden verkozen, zoals Gregorius I, Sabinianus, Bonifatius III en Martinus I, gedurende de tijd dat de Byzantijnse keizer de goedkeuring moest geven aan de paus voor de bisschopswijdingen. Dit was de reden dat vele apocrisiarii en Byzantijnse geestelijken belangrijke kerkelijke ambten verleend werden.
De taak van de apocrisiarius bestond er in de belangen van de Roomse Kerk te vertegenwoordigen aan het keizerlijk hof van Constantinopel. De meesten onder hen waren voormalige leden van het diaconaat, aangezien zij het meest geleerd waren en vaak diplomatieke vaardigheden bezaten. De residentie van de apocrisiarius van Rome was in het Placidia-paleis, gebouwd door Galla Placidia nabij de Armatiou, tussen de poort van de Plataea en het latere klooster van Pantokrator.
Aan het hof van de exarchaat Ravenna waren de apocrisiarii de permanente vertegenwoordigers van de paus en de Byzantijnse keizer. Op zijn beurt had, tenminste gedurende het pontificaat van paus Gregorius I, de aartsbisschop van Ravenna een speciale responsalis aan het pauselijk hof.

## Frankischeapocrisiarii
Vanaf de regeerperiode van Karel de Grote hadden de Frankische koningen en keizers leden van de clerus aan het hof die apocrisiarii werden genoemd. Echter waren dit slechts koninklijke aartskapelanen met de titel van de oude pauselijke zendelingen en oefenden zij geen diplomatieke taken uit.

## Anglicaanse Kerk
In de moderne Anglicaanse Kerk worden vertegenwoordigers van de aartsbisschop van Canterbury aan verschillende Oosters-orthodoxe kerken apocrisiarioi genoemd.

## Voetnoten en referenties
- (en)  (en)  Ekonomou, A. J., Byzantine Rome and the Greek Popes: Eastern influences on Rome and the papacy from Gregory the Great to Zacharias, A.D. 590-752. Lexington Books, 2007.
- (en)  (en)  Kazhdan, A., Oxford Dictionary of Byzantium. Oxford University Press, 1991. ISBN 978-0-19-504652-6.
- (en)  (en)  Parry, K., Melling, D., The Blackwell Dictionary of Eastern Christianity. Blackwell Publishing, Malden, 1999. ISBN 0-631-23203-6.

## Voetnoten
1. 1 2  Kazhdan (1991), blz. 136
2. ↑  Kazhdan (1991), blz. 75 en 136
3. ↑  Parry (1999), blz. 35
4. ↑  Ekonomou (2007), blz. 8
5. ↑  Ekonomou (2007), blz. 9
6. ↑  Partners - Apocrisiaroi